# In Frankfurt sind die Nächte heiß
In Frankfurt sind die Nächte heiß ist ein österreichischer Action- und Kriminalfilm aus dem Jahr 1966 von Rolf Olsen mit Erik Schumann, Walter Kohut und Vera Tschechowa in den Hauptrollen.

## Handlung
Der junge Wiener Peter Seitz kommt nach Frankfurt, um seine Verlobte Vera Paterny, die er sehr liebt, zu besuchen. Er weiß nicht wirklich viel von ihr, aber er glaubt, dass Vera als anständiges Mädchen in der Main-Metropole einem anständigen Beruf nachgeht. Doch Vera hatte es wie so manche Frau ihrer Generation dort in den Sündenpfuhl getrieben, um ihr Glück zu finden. Zwischen Hinterzimmern und Jet-Set-Ambiente hat Vera gehofft, das große Geld zu machen. Nun ist die Prostituierte tot, sie wurde erstochen in ihrer Wohnung aufgefunden. In Frankfurt geht ein Dirnenmörder um. Peter kann es nicht glauben; noch immer verteidigt er die Ehre seiner toten Freundin, selbst als der schmierige Landsmann Harry Schimek, ein Zuhälter, ihm auf den Kopf zusagt, dass seine Vera für Geld mit Männern ins Bett ging. Die Presse skandiert: „Ein neuer Fall Nitribitt!“ In Verdacht geraten zwei unschuldige spanische Gastarbeiter.
Der Film zeichnet eine verkommene Gesellschaft in einer „sündigen“ Stadt nach: Rauschgiftschmuggler und Zuhälter, junge und attraktive ebenso wie alternde und billige Huren, Schläger und Kleingangster, Rabauken und gutsituierte Männer auf der Suche nach einem bisschen Glück geben sich in dieser Szenerie ein Stelldichein. Unter den Prostituierten geht angesichts der Dirnenmordserie die Angst um. Zuhälter Alphons Tewes macht überdies Druck, will er doch mit seinen Prostituierten auch weiterhin Geld verdienen; seinen im Ausstand befindlichen Schutzbefohlenen sagt er: „Es sind doch schon Friseusen umgebracht worden, ohne dass die anderen deswegen gestreikt haben.“ Bald droht auch noch ein Bandenkrieg der Zuhälter. Die Polizei unter der Leitung von Kommissar Reinisch ermittelt fieberhaft und befragt Veras Kolleginnen, kommt aber nicht so recht weiter. Die verfeindeten Unterweltlager raufen sich schließlich zusammen, um die Tätersuche selbst in die Hand zu nehmen. Als Triebmörder stellt sich schließlich ein gewisser Dieter Lorenz heraus, ein armes, kleines Würstchen, das auf normalem Wege bei den Frauen keinen Stich macht und seinen von Zurückweisungen genährten Frust mit den verzweifelten Worten „Ich will auch Liebe machen! Aber mit mir wollten sie es nicht treiben!“ herausschreit.

## Produktionsnotizen
Als Vorlage für den Film diente der Mord an Helga Matura. In Frankfurt sind die Nächte heiß wurde im Frühjahr 1966 gegen den Widerstand des Milieus gedreht. Das Filmteam wurde mit Flaschen beworfen und bekam Morddrohungen. Die Uraufführung erfolgte am 16. August 1966 in Deutschland, die Filmbauten entwarf Fritz Jüptner-Jonstorff.
Konrad Georg spielt hier in stark optischer wie charakterlicher Anlehnung an seinen populären TV-Serienhelden Kommissar Freytag den ermittelnden Frankfurter Polizeikommissar Reinisch.
Für einen weiteren Exploitationsfilm, Heißes Pflaster Köln, entwarf Produzent Karl Spiehs eine ähnlich gestrickte Unterwelts- und Prostitutionsgeschichte, verlegte diese an den Rhein und verpflichtete darüber hinaus einige Protagonisten von In Frankfurt sind die Nächte heiß, die zum Teil wesensähnliche Charaktere spielten: Richard Münch, Walter Kohut, Angelika Ott und Claus Ringer. Spiehs erklärte retrospektiv, er habe damals den Wahn gehabt, dass Städte wie Frankfurt und Köln interessant werden könnten.

## Kritiken
„Frankfurt erwies sich als ergiebiger Drehbuchlieferant: Die Nitribitt und die Matura starben einen dramatischen Tod. Die Vera dieses Films hat eine gute Abendkasse und will sich nach entsprechend erfolgreicher Zeit mit einem keuschen und ahnungslosen jungen Mann in das bürgerliche Leben zurückziehen. Doch aus filmdramaturgischen Gründen kommt es dazu natürlich nicht mehr. Sie wird erstochen. Und so ergibt sich die Frage: Wer ist der Mörder? Regisseur Rolf Olsen geht bei der Aufrollung des Falles, der auf einer eigenen Drehbuchfassung beruht, fast dokumentarisch vor. So legt er die Arbeit der Polizei und der Berufskolleginnen von Vera exakt und glaubhaft dar. Rückblenden zeigen das dolce vita der Ermordeten in Wien. (…) Die Kraftausdrücke aus dem Milieu sind echt, doch hat es die Hauptdarstellerin Vera Tschechowa nicht immer leicht, den Zuschauer davon zu überzeugen, dass ihr dieser Jargon in die Wiege gelegt worden ist. Gute und verläßliche Darsteller sind wie immer Richard Münch und Fritz Tillmann. Konrad Georg als Kommissar und die Inkarnation des Weiblichen, Barbara Valentin, verdienen aus dem langen Besetzungszettel noch Erwähnung.“

„Angeblich mit sozialkritischen Absichten werden Probleme der Prostitution wie Dirnenmord und Zuhälterkämpfe aufgerollt. Eine üble und heuchlerische Kolportage.“

„Unter sozialkritischem Vorwand wird der gesamte Unterweltsbetrieb einer Großstadt ausgiebig und spekulativ vorgeführt. Kann nicht empfohlen werden.“